# Agave americana

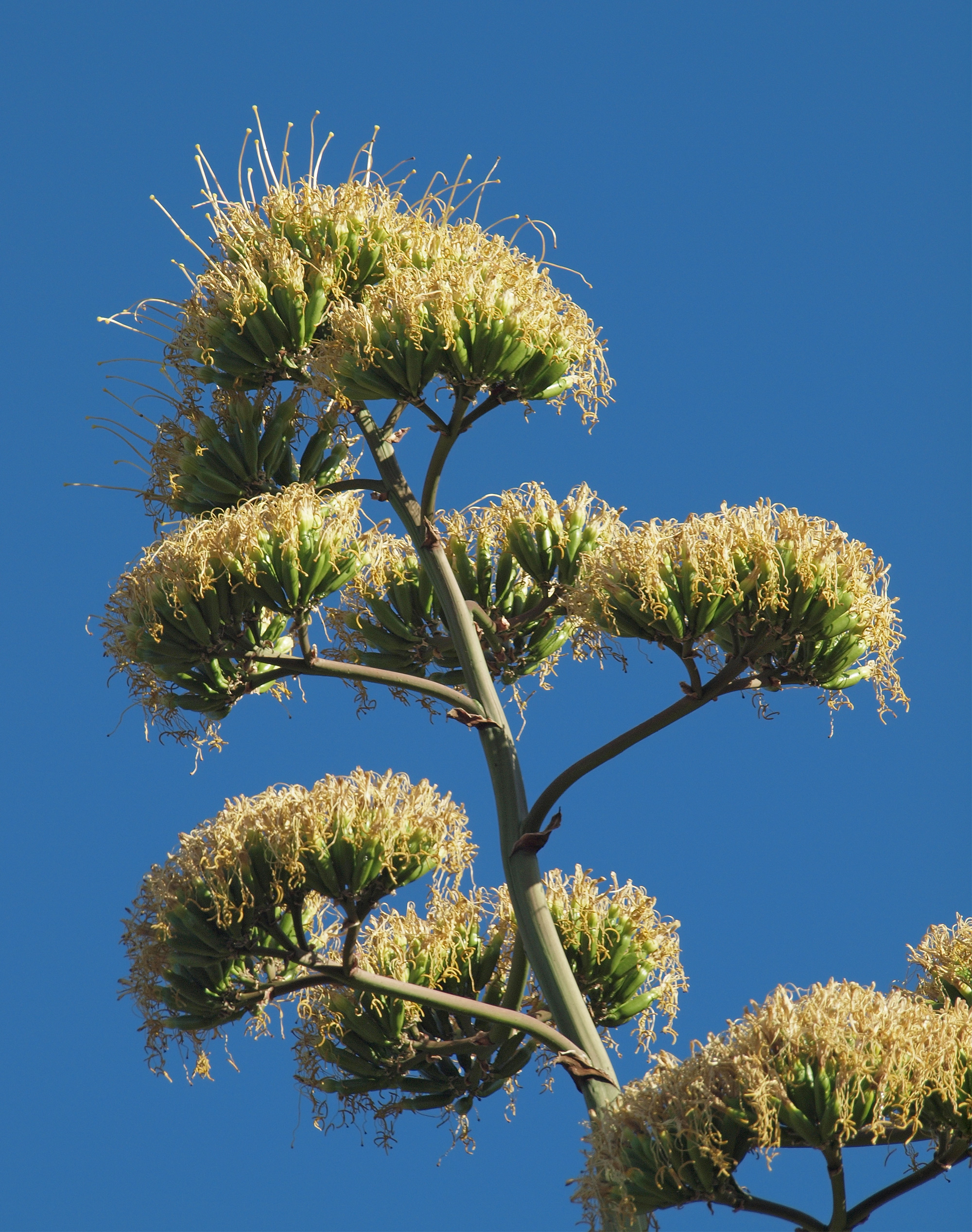
Blütenstand

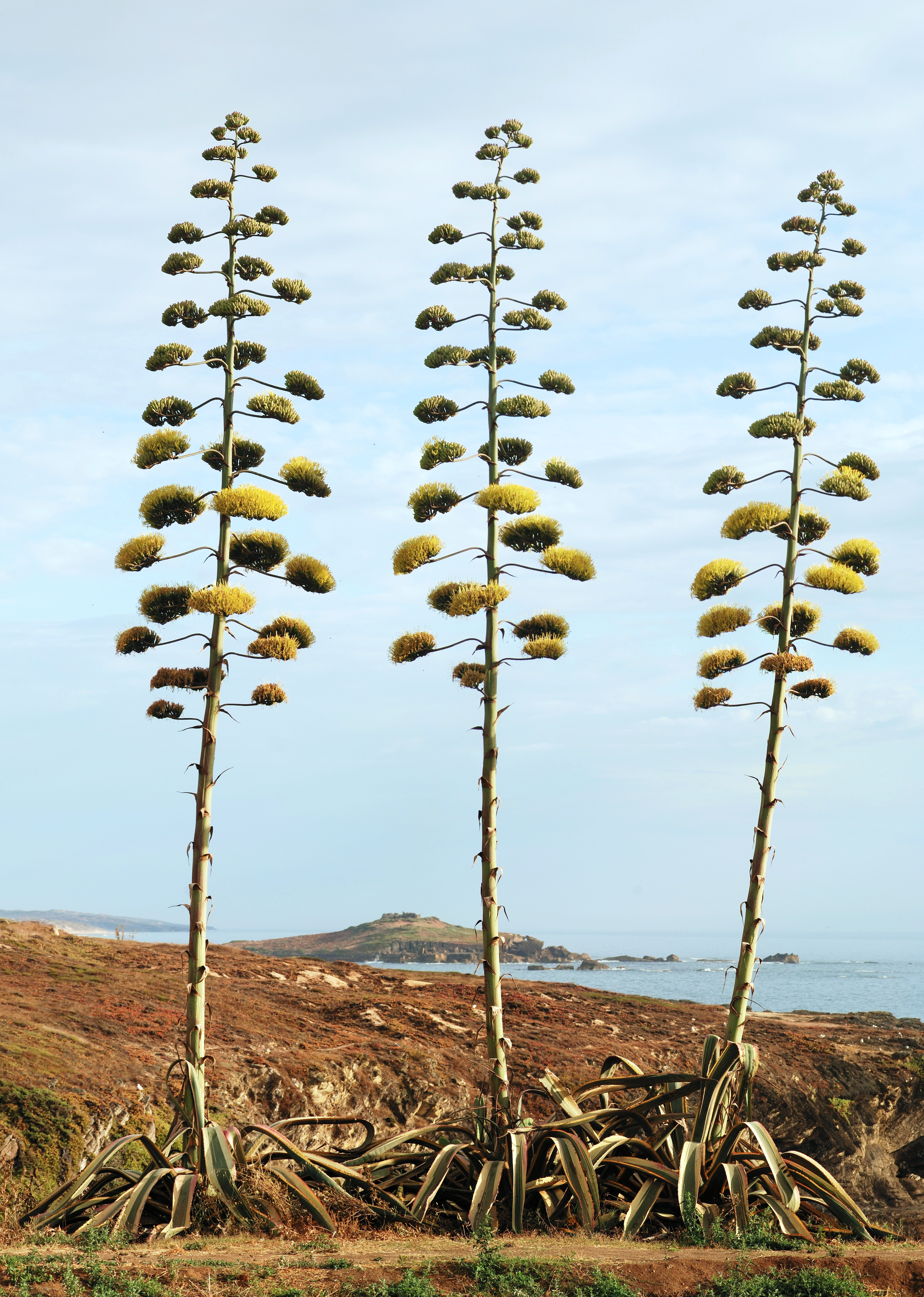
Blühende Agave americana in Portugal

Agave americana ist eine Pflanzenart aus der Gattung der Agaven (Agave) und aus der Familie der Spargelgewächse (Asparagaceae).

## Beschreibung

### Vegetative Merkmale
Agave americana wächst rosettig mit einem kurzen Stamm und bildet zahlreiche Ausläufer. Die Blattrosette erreicht Wuchshöhen von 1 bis 2 Metern und Durchmesser von 2 bis 3,7 Metern. Die meist spitz zulaufenden Laubblätter sind lanzettlich und über ihrer verdickten Basis verschmälert. Einige der Blätter sind oberhalb der Blattspreitenmitte zurückgeschlagen. Die hellgrau bis hellgrünen, manchmal panaschierten Blätter sind flach oder rinnig, glatt bis leicht rau. Sie sind meist 1 bis 2 Meter lang und 15 bis 25 Zentimeter breit. Die Blattränder sind wellig bis gekerbt und mit verschieden großen Zähnen besetzt, die 2 bis 6 Zentimeter auseinander stehen. Die Blätter enden in einem konisch bis pfriemlichen, glänzend braunen bis grau bereiften Enddorn von 3 bis 5 Zentimeter Länge.

### Generative Merkmale
Der 5 bis 9 Meter hohe Blütenstand ist rispig, schlank und gerade. Die 15 bis 35 Teilblütenstände befinden sich im oberen Drittel bzw. der oberen Hälfte des Blütenstandes und sind ausgebreitet. Die schlanken Einzelblüten sind 7 bis 10 Zentimeter lang. Ihre gelben Tepalen besitzen ungleiche Zipfel von 25 bis 35 Millimeter Länge. Die trichterförmige Blütenröhre ist 8 bis 20 Millimeter lang.

## Giftigkeit
Die ganze Pflanze und vor allem der Saft gelten als wenig giftig.
Hauptwirkstoffe: Saponine, scharfes ätherisches Öl, 0.4–3 % Hecogenin und Oxalsäure.
Wirkungen auf die Haut und Schleimhaut: Der Saft kann schwere Hautreizungen und Bindehautentzündungen hervorrufen.

## Systematik und Verbreitung
Agave americana ist in den Vereinigten Staaten und in Mexiko verbreitet. Sie wird weltweit in frostfreien Klimaten kultiviert und ist dort teilweise verwildert. In der Schweiz ist sie im Wallis und im Tessin stellenweise eingebürgert.
Die ökologischen Zeigerwerte nach Landolt & al. 2010 sind in der Schweiz: Feuchtezahl F = 1w (sehr trocken aber mäßig wechselnd), Lichtzahl L = 4 (hell), Reaktionszahl R = 3 (schwach sauer bis neutral), Temperaturzahl T = 5 (sehr warm-kollin), Nährstoffzahl N = 2 (nährstoffarm), Kontinentalitätszahl K = 2 (subozeanisch), Salztoleranz 1 (tolerant).
Die Erstbeschreibung wurde 1753 von Carl von Linné in Species Plantarum veröffentlicht. Es werden folgende Unterarten und Varietäten unterschieden:
- Agave americana subsp. americana
- Agave americana subsp. protamericana Gentry
- Agave americana var. expansa (Jacobi) Gentry
- Agave americana var. oaxacensis Gentry

## Botanische Geschichte
Agave americana gehörte nach der Entdeckung von Amerika zu den frühesten nach Europa eingeführten sukkulenten Pflanzen. Joachim Camerarius beobachtete 1561 eine solche Agave in einem Garten in Padua. Bereits 1588 wuchs eine Agave, vermutlich ein Ableger aus Padua, in seinem Garten in Nürnberg, allerdings unter dem Namen Aloe spinosa. Carolus Clusius beschrieb die Pflanze 1576 als Aloe americana.
Eine erste Abbildung unter der Bezeichnung Aloë ex Amerika befindet sich in Rembert Dodoens Werk Stirpium historiae pemptades sex von 1583. Sie wurde in vielen Gärten kultiviert und kam erstmals 1583 in Pisa zur Blüte. Eine erste farbige Abbildung wurde 1613 im Hortus Eystettensis gezeigt.

## Verwendung

Strukturformel des Hauptsapogenins von Agave americana, Hecogenin

Agave americana wird in ihrer Heimat seit langer Zeit als Heilpflanze eingesetzt, in Europa jedoch erst ab dem 16. Jahrhundert. Tabernaemontanus bezieht sich in seinem 1588 verfassten Kräuterbuch auf eine Erwähnung der Pflanze durch Charles de l’Écluse. Nach Berichten des Inca Garcilaso de la Vega aus dem Jahr 1609 wurde der Saft der Pflanze von den Einheimischen Indianern zur Behandlung von Warzen und krebsartigen Geschwüren benutzt. Die Hauptwirkstoffe der Pflanze sind Saponine. Das Hauptsapogenin von Agave americana, Hecogenin, wurde 1943 erstmals isoliert. Es kommt auch in der Bromeliacee Hechtia texensis vor.
Die beiden nur aus Kultivierung bekannten Varietäten Agave americana var. expansa und Agave americana var. oaxacensis werden in Mexiko zur Gewinnung von Pulque genutzt.

## Nachweise